# 東加古川駅
東加古川駅（ひがしかこがわえき）は、兵庫県加古川市平岡町新在家にある、西日本旅客鉄道（JR西日本）山陽本線の駅である。駅番号はJR-A78。「JR神戸線」の愛称区間に含まれている。

## 歴史
- 1961年（昭和36年）10月1日：日本国有鉄道山陽本線の土山駅 - 加古川駅間に新設開業[1][3]。旅客営業のみ[3]。請願駅として建設され、地元が建設費を全額負担した[5]。
- 1968年（昭和43年）9月28日：待避線を設置[6]。
- 1970年（昭和45年）1月：貨物駅建設計画が浮上[7]。
- 1977年（昭和52年）10月7日：貨物駅建設計画の凍結を国鉄が発表[7]。
- 1987年（昭和62年）4月1日：国鉄分割民営化により、西日本旅客鉄道（JR西日本）の駅となる[3]。
- 1988年（昭和63年）3月13日：路線愛称の制定により、「JR神戸線」の愛称を使用開始。
- 1995年（平成7年）
  - 1月17日：阪神・淡路大震災により、営業休止。
  - 1月18日：西明石駅 - 姫路駅間の復旧により、営業再開。
- 1997年（平成9年）3月8日：JR神戸線標準接近メロディ「さざなみ」導入[8]。
- 1998年（平成10年）2月7日：自動改札機を設置し、供用開始[9]。
- 2003年（平成15年）11月1日：ICカード「ICOCA」の利用が可能となる。
- 2006年（平成18年）
  - 10月1日：JR京都・神戸線運行管理システム導入。
  - 11月26日：橋上駅舎が供用開始[1]。
- 2007年（平成19年）3月18日：駅自動放送を更新。
- 2015年（平成27年）3月12日：入線警告音の見直しに伴い、接近メロディをJR神戸線標準接近メロディ「さざなみ」の音質見直し版に再び変更する[10]。
- 2018年（平成30年）3月17日：駅ナンバリングが導入され、使用を開始する[11]。
- 2023年（令和5年）
  - 5月8日：みどりの券売機プラスを導入[4]。
  - 5月31日：みどりの窓口の営業を終了[4]。
- 2031年（令和13年）度：東加古川駅付近の高架化事業を着工する予定（目標）[12]。

## 駅構造
単式ホーム1面1線と島式ホーム1面2線、計2面3線のホームを有する地上駅になっている。2006年11月26日に完成した橋上駅舎を持つ。停車列車が主に使用する下り本線は1番のりば、上り本線は3番のりばである。2番のりばは上下線共用の待避線（中線）で有効長は660m、1,300t貨物列車に対応している。
直営駅（加古川駅の被管理駅）。アーバンネットワークエリアに属しており、ICOCA及び提携ICカード利用可能駅である。

### のりば
| のりば | 路線     | 方向 | 行先             |
| ------ | -------- | ---- | ---------------- |
| 1      | JR神戸線 | 下り | 加古川・姫路方面 |
| 2・3   | JR神戸線 | 上り | 三ノ宮・大阪方面 |

上表の路線名は旅客案内上の名称（愛称）で表記している。
2番のりばを使用する定期旅客列車は新快速の通過待ちを行う大阪方面行きの列車のみである。平日朝時間帯に運行される普通電車および毎日午前9時台の快速列車1本（特急も通過待ち）が使用する。2005年2月28日までは、当駅に停車する上り列車は朝晩の一部を除いて2番のりばで新快速・特急の通過待ちを行っていた。なお、こののりばは姫路方面行き列車の停車も可能であり、ダイヤが乱れた場合に使用するほか、回送列車や貨物列車が使用する場合もある。2番のりばに停車する列車は、ドア横の開閉ボタンで開け閉めする。
駅のすぐ東に踏切があるが、上り列車が通過待ちのために2番線に入線する時、踏切の通過の有無にかかわらず遮断機が下りる。結局通過せずに遮断機が上がるため、踏切の遮断時間が長くなっている。
2・3番のりばが島式ホームとなっていることから、2番のりばは3番のりばと一括で三ノ宮・大阪方面のホームと案内されている。

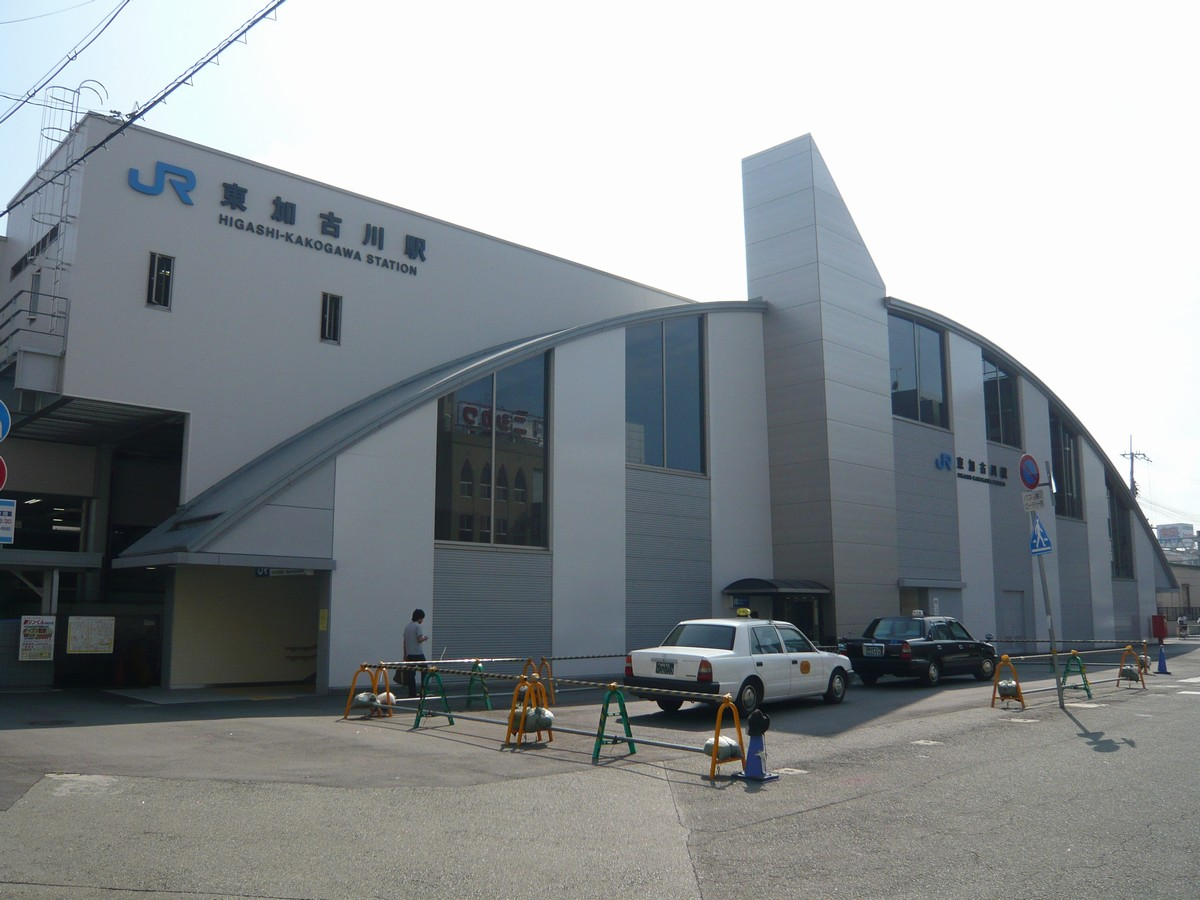
南口
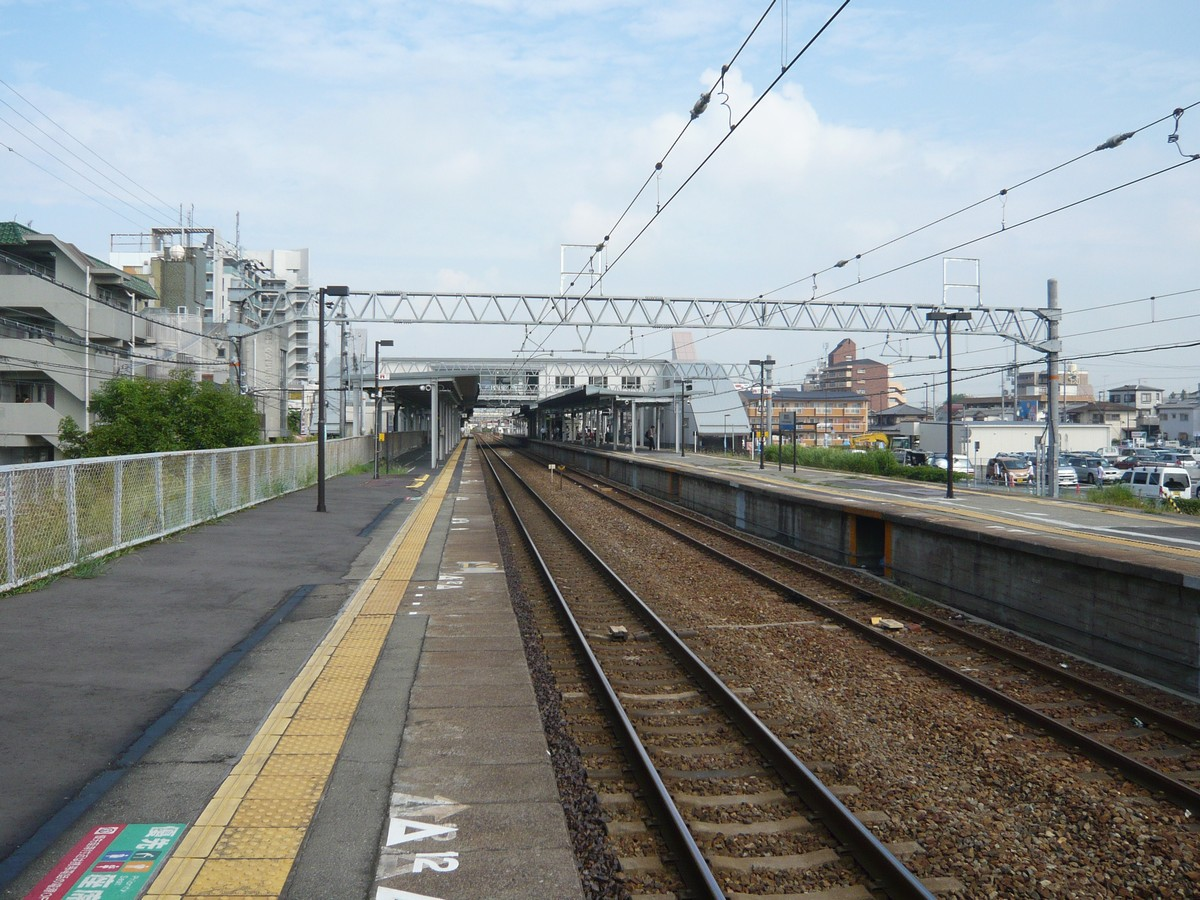
ホーム
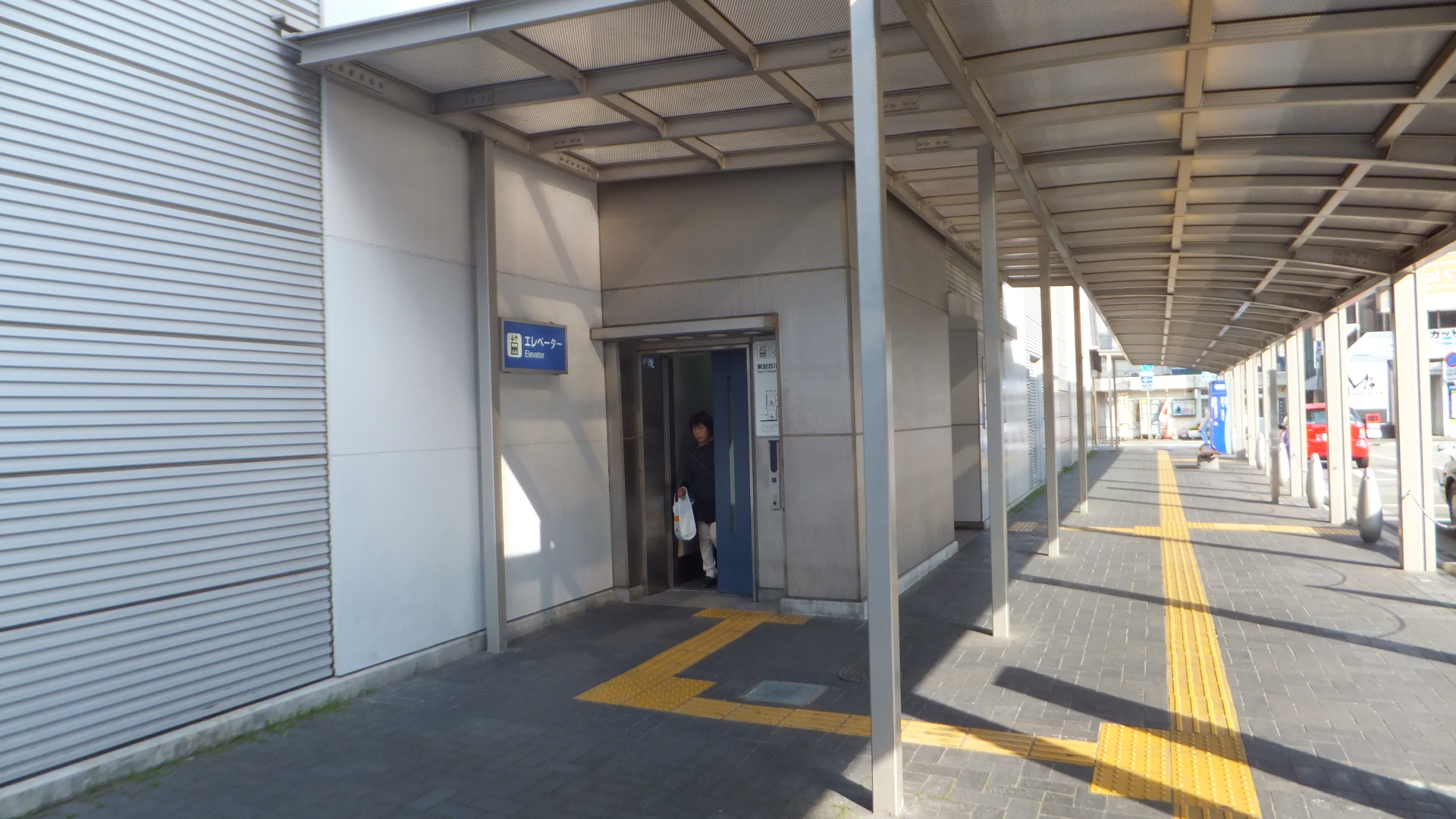
エレベーター
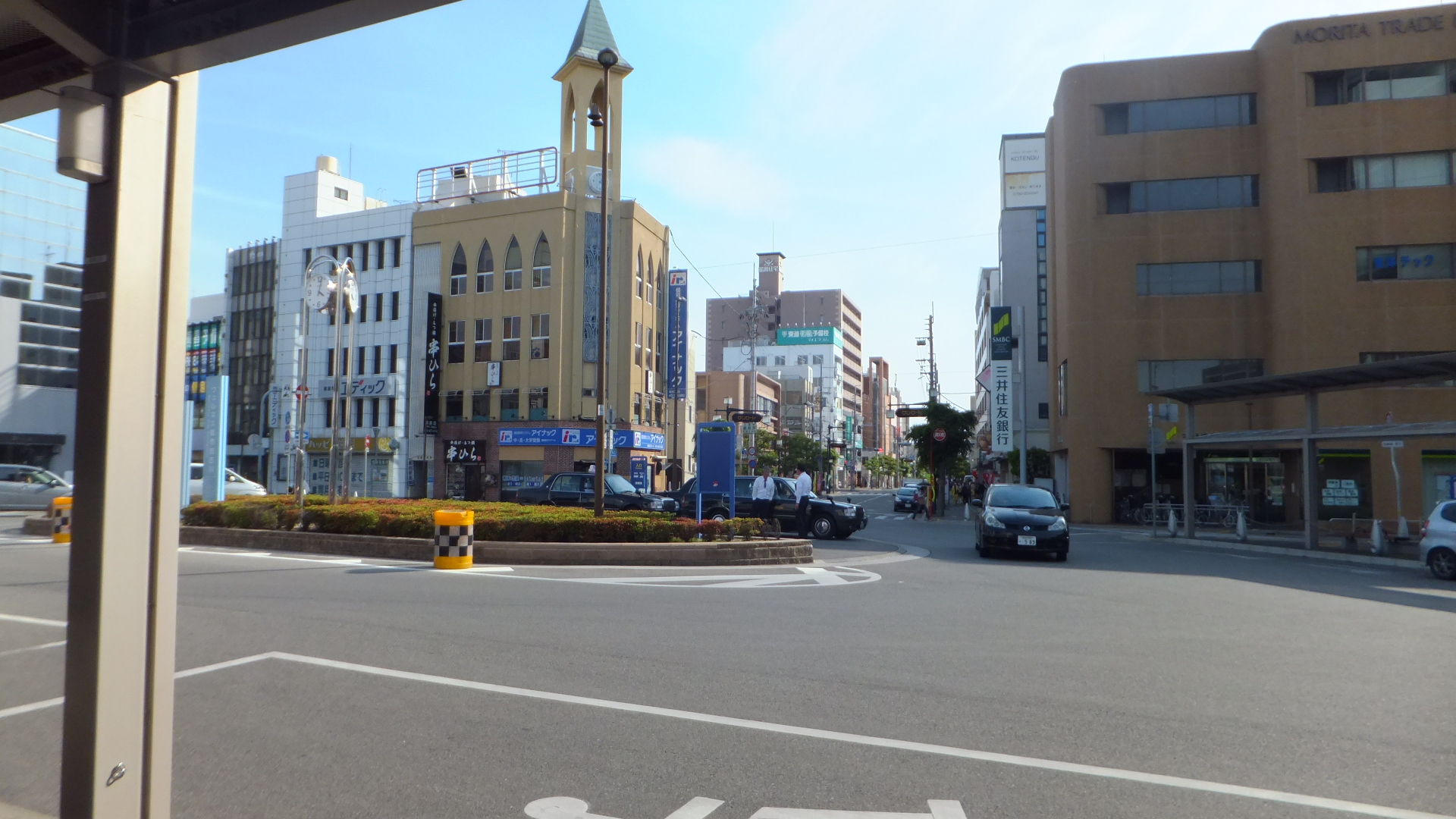
ロータリー

### 駅橋上化工事
日本国有鉄道（国鉄）時代の1979年7月に、当時当駅を管轄していた大阪鉄道管理局に陳情を行ったことが始まりである。
1985年には当駅橋上化に関する委員会も設置され、JR西日本になってからも署名を提出するなどの働きかけを行った結果、2004年10月にJR西日本と加古川市が工事協定を締結。橋上駅舎化工事が開始され、2006年11月26日に使用を開始した。

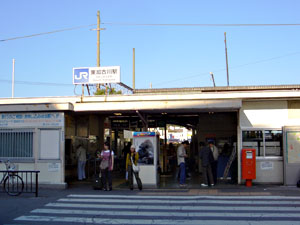
橋上駅舎化される前
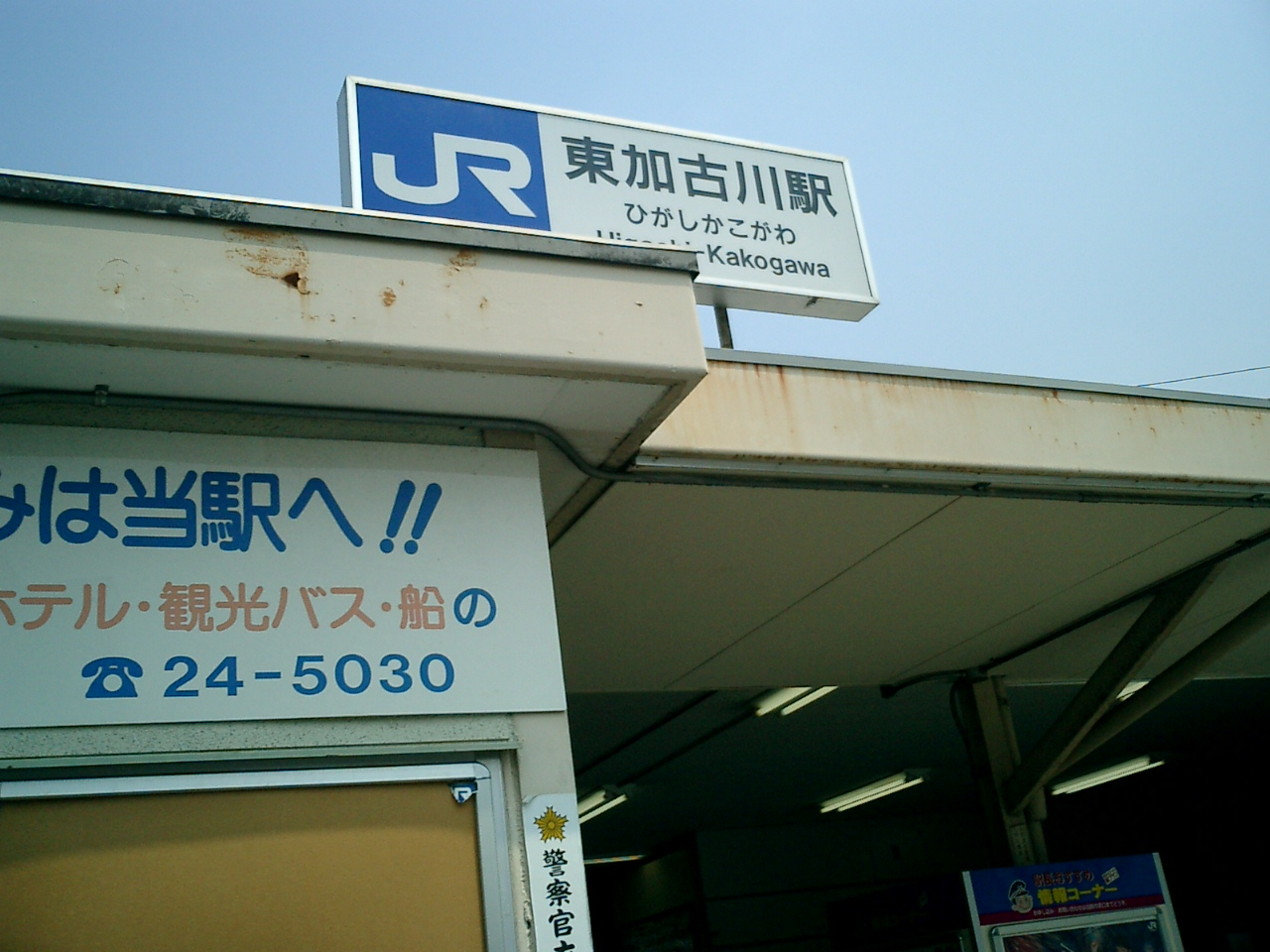
2005年頃

### 貨物駅計画
国鉄時代には、当駅東寄りに貨物駅を建設する計画があり用地買収も行われていた。用地は阪神・淡路大震災に伴う仮設住宅に転用され、宅地化が行われて「平岡町つつじ野」の住居表示が行われている。

### 連続立体交差事業
「JR山陽本線東加古川駅付近連続立体交差事業」として、2022年度（令和2年度）に国土交通省から新規着工準備採択を受け、事業化を目指している状態である。
2017年10月に住民から加古川市に対して、開かずの踏切やボトルネック踏切について改良の要望が出されていた。また、加古川市から兵庫県に対しても連続立体交差事業の事業調査の要望が出されていた。そして2019年11月には兵庫県と加古川市の共同で着工準備採択の要望が出された。
事業内容としては、当駅を含む約3.7kmの高架化を実施することで8か所の踏切を除去する。それにより、交通渋滞の解消や踏切事故の減少、まちづくりを実施して駅へのアクセス向上や交通ネットワークの強化、賑わい創出による地域活性化を目的としている。

## ダイヤ
日中時間帯は1時間に4本停車する。朝時間帯は本数が多くなる。大阪方面の列車の大半が西明石駅から快速となるが、平日の朝時間帯に限り終点まで各駅停車の普通電車の設定がある。加古川方面の列車は、半分の2本が隣の加古川行き、残りの2本が姫路方面行きである。

## 利用状況
「兵庫県統計書」によると、2023（令和5年）度の1日平均乗車人員は12,039人である。乗降客数は乗車人員を2倍したものである。
近年の1日平均乗車人員は以下の通りである。
| 年度   | 1日平均 乗車人員 |
| ------ | ---------------- |
| 1998年 | 14,844           |
| 1999年 | 14,338           |
| 2000年 | 13,992           |
| 2001年 | 13,692           |
| 2002年 | 13,543           |
| 2003年 | 13,417           |
| 2004年 | 13,272           |
| 2005年 | 13,074           |
| 2006年 | 13,025           |
| 2007年 | 13,153           |
| 2008年 | 13,240           |
| 2009年 | 12,860           |
| 2010年 | 12,893           |
| 2011年 | 13,389           |
| 2012年 | 13,726           |
| 2013年 | 13,898           |
| 2014年 | 13,787           |
| 2015年 | 14,339           |
| 2016年 | 14,224           |
| 2017年 | 14,144           |
| 2018年 | 13,968           |
| 2019年 | 13,820           |
| 2020年 | 10,880           |
| 2021年 | 11,173           |
| 2022年 | 11,756           |
| 2023年 | 12,039           |

## 駅周辺
施設
- 加古川バイパス
- 国道2号
- 加古川総合文化センター
- 大和会館東加古川会場

企業・法人等
- 三井住友銀行東加古川支店 - かつては駅南側にあったが、2019年1月15日に駅北側に移転した。
- みなと銀行東加古川支店
- イオン加古川店
  - イオンシネマ加古川
- ニトリ加古川店
- ドン・キホーテ 加古川店
- ケーズデンキ加古川本店
- コナミスポーツクラブ東加古川

教育機関
- 加古川市立平岡中学校
- 加古川市立平岡南中学校
- 兵庫県立東播磨高等学校
- 兵庫県立農業高等学校
- 兵庫大学

公的機関等
- 加古川警察署
- 加古川東郵便局＊集配局
- 横蔵寺 - 播磨西国三十三箇所第29番札所
- 東加古川病院

## バス路線
駅南側ロータリーから神姫バスと加古川市コミュニティバスかこバスが発着する。いずれも運行は全て神姫バス。
以下は東加古川駅停留所発着路線。(令和7年1月現在))
神姫バス
○11(平日の一部便のみ)・12系統
イオン加古川前経由加古川駅南口行(11系統は平日の一部便のみ当停留所経由)
○34系統(平日のみ)
東加古川病院前→北野新田→石守団地経由県立加古川医療センター行
○11系統(平日の一部便のみ)
東加古川病院前→北野新田→石守団地→県立加古川医療センター経由はくほう会加古川病院行(11系統は平日の一部便のみ当停留所経由)
○12系統
南芳苑・かこてらす前経由別府駅東行
○31・34系統(平日のみ)　
南芳苑・かこてらす前→別府駅東→北本荘→播磨町駅経由土山駅南口行
かこバス
○1系統東加古川ルート
平岡小学校前→南芳苑・かこてらす前→良野東口→市役所前経由加古川駅南口行

## 隣の駅
西日本旅客鉄道（JR西日本）
 JR神戸線（山陽本線）
■新快速
通過
■普通（西明石から快速となる列車を含む）
土山駅 (JR-A77) - 東加古川駅 (JR-A78) - 加古川駅 (JR-A79)